# Bouray-sur-Juine
Bouray-sur-Juine  [buʁɛ syʁ ʒyin] je francouzská obec v departementu Essonne v regionu Île-de-France.

## Poloha
Obec Bouray-sur-Juine se nachází asi 37 km jihozápadně od Paříže a leží na řece Juine. Obklopují ji obce Saint-Vrain na severu a na severovýchodě, Itteville na východě, Cerny na jihu, Janville-sur-Juine na západě a Lardy na severozápadě a severu.

## Vývoj počtu obyvatel
Počet obyvatel

## Pamětihodnosti
- Jeskyně s prehistorickými nástěnnými malbami.[1]
- Románský kostel svatého Petra (Saint Pierre ès Liens) z 11. století.[2]
- Most z roku 1757.[3]
- Zámek Mesnil-Voisin ze 17. století [4] včetně zámeckého parku.[5]